# Villa rustica (Leutstetten)

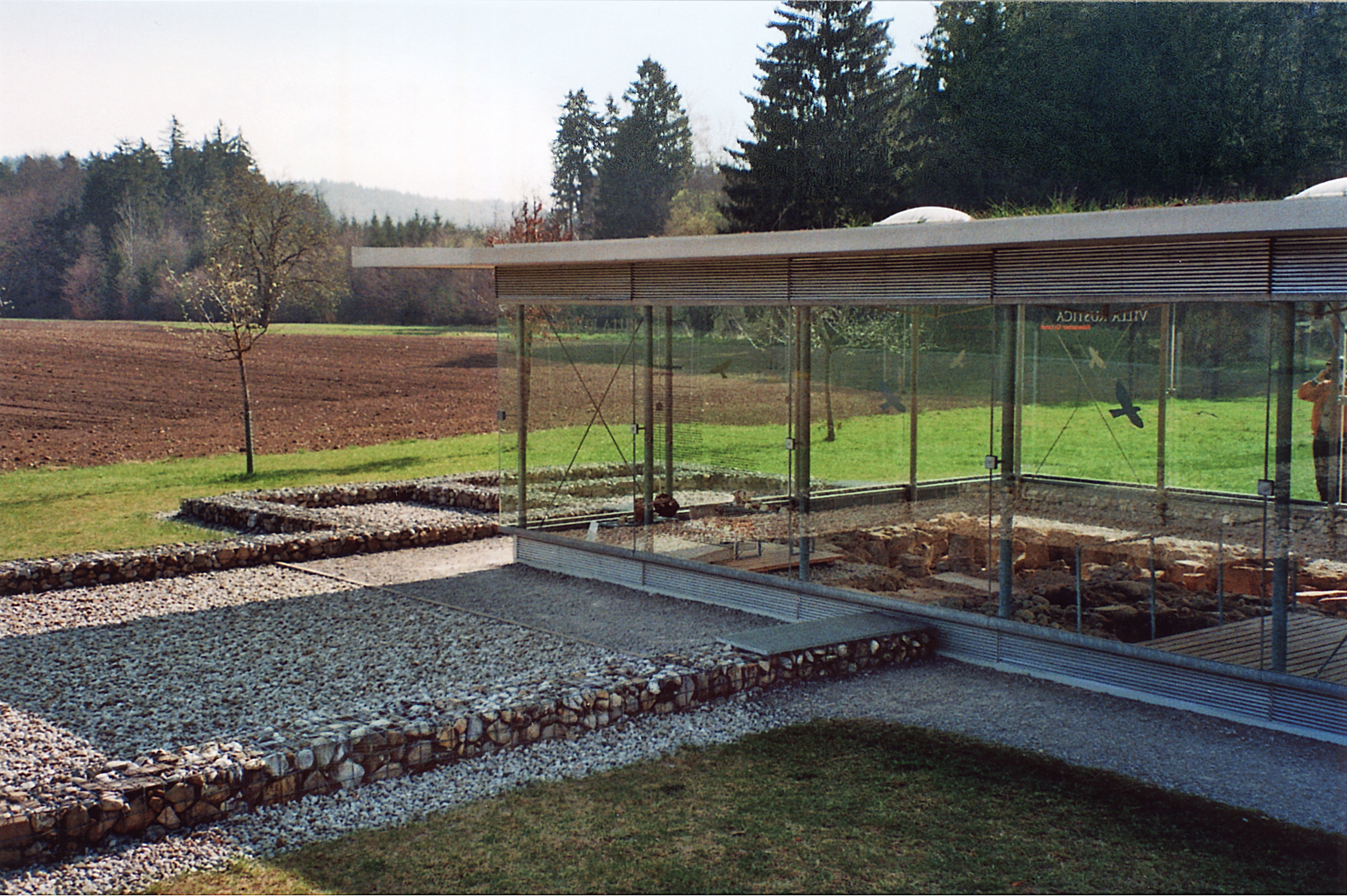
Der Schutzbau über dem Hypocaustum

Die Villa rustica bei Leutstetten ist der archäologische Fundort eines römischen Gutshofes (Villa rustica), der rund fünfzig Jahre bestand. Das von 2001 bis 2002 ergrabene Areal des kleinen Herrenhauses wurde für die Öffentlichkeit zugänglich gemacht und befindet sich am Rand von landwirtschaftlich genutzten Fluren südlich des heute zur Kreisstadt Starnberg gehörenden Dorfes Leutstetten in Oberbayern. Neben dem Bad des Hofes sind insbesondere die Funde aus einem Brunnen sowie die aus der Leutstettener Filialkirche St. Alto stammende Grabinschrift von wissenschaftlichem Interesse.

## Lage

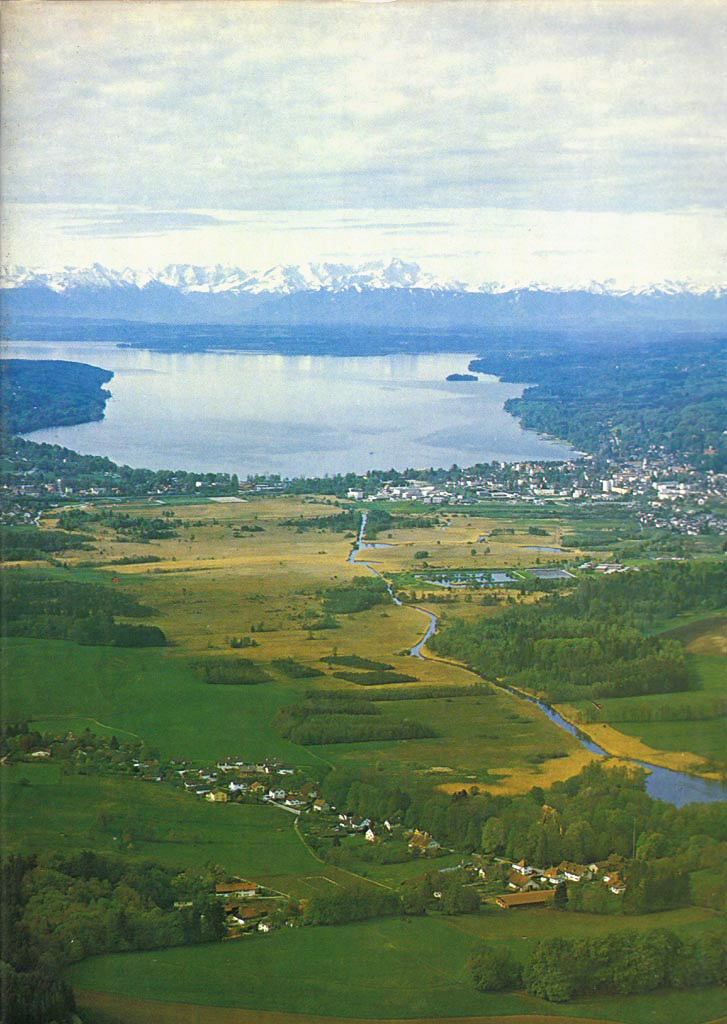
Verlandungszone des Starnberger Sees (gelblicher Sumpfbereich). Vorne: Leutstetten; direkt am Seeufer: Starnberg. Die Villa rustica befindet sich etwas unterhalb der Bildmitte am linken Rand unmittelbar am dort sichtbaren nördlichen Waldsaum.

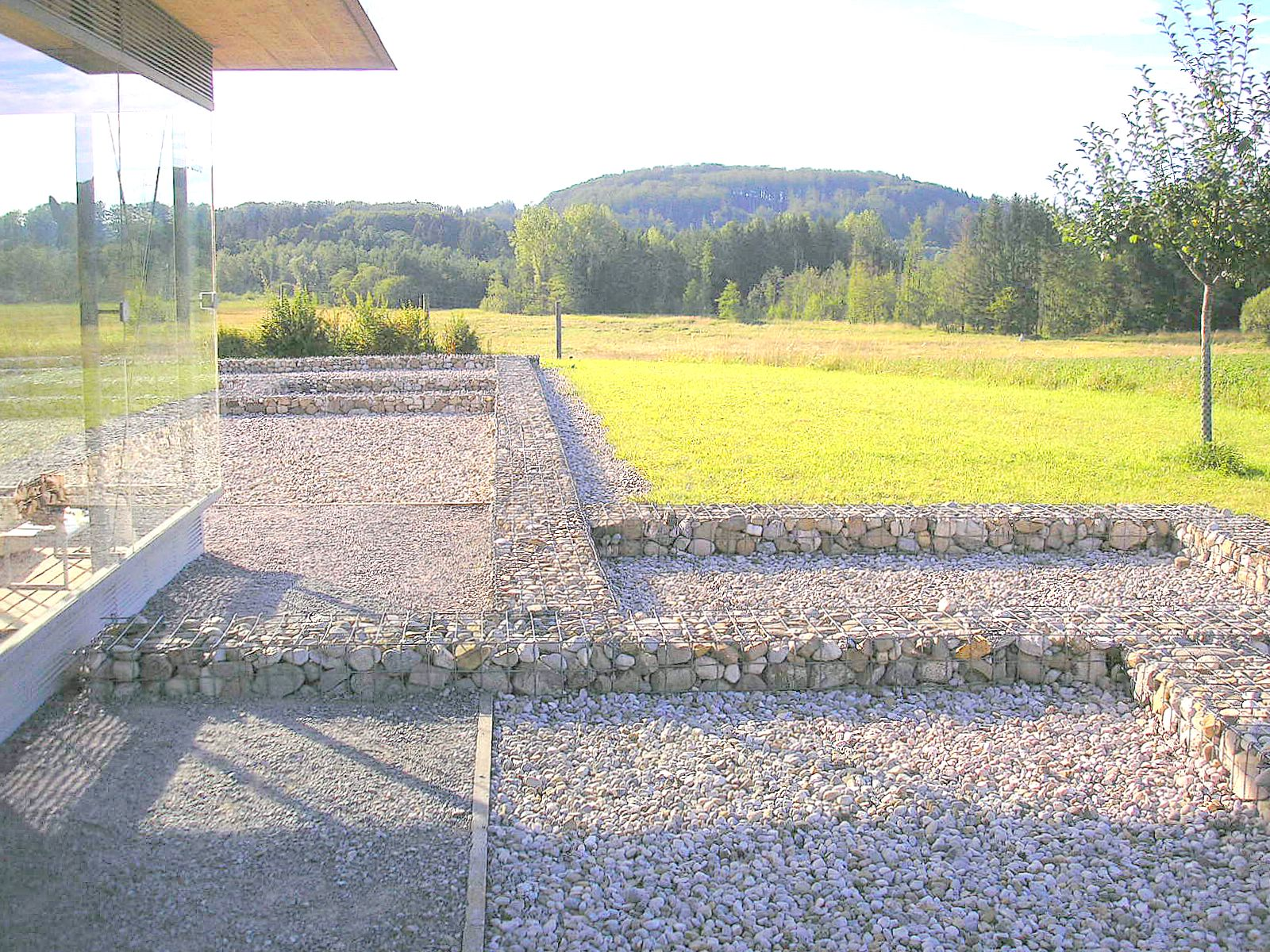
Blick nach Westen auf das westliche Hochufer der Würm.

Während der Grabungen an der Villa rustica wurde eine Pfostengrube untersucht, in der sich Gefäße fanden, die der La-Tène-Zeit zugeordnet werden konnten. Dies könnte auf eine vorrömische keltische Siedlung im Bereich des Gutshofes oder in dessen Nähe hinweisen.
Das ausgegrabene, im Grundriss L-förmige Haupthaus des Anwesens, liegt auf einer nach allen Himmelsrichtungen abfallenden Geländekuppe. Mit seiner Hofseite ist es genau nach Norden hin auf den rund 750 Meter hohen Karlsberg ausgerichtet während die westliche Stirnseite über das Leutstettener Moos, die sumpfige Niederung der Würm, auf die steilen Anstiege am gegenüberliegenden Flussufer weist. Dort oben verlief in der Antike eine römische Straße, die aus dem Süden kommend nach Gauting (Bratananium) führte. Diesen rund sechs Kilometer nördlich des Gutshofes gelegenen Knotenpunkt durchlief auch eine der wichtigsten Verbindungen von Augsburg (Augusta Vindelicorum) nach Salzburg (Iuvavum). In römischer Zeit reichte der Starnberger See noch bis unterhalb des Gutshofes, so dass er von dessen Standort einsehbar war. Heute hat sich der See aufgrund seiner Verlandung weit nach Süden zurückgezogen. Die umliegenden Böden des Gutshofs waren nur von mittlerer Güte, der Hof gehörte zu den eher bescheidenen Vertretern seines Bautyps. Dennoch dokumentiert das Anwesen den relativ hohen Lebensstandard und die guten wirtschaftlichen Verhältnisse seiner ehemaligen Besitzer.
Meist errichteten Veteranen der römischen Armee nach ihrer ehrenvollen Entlassung Anlagen dieser Art. Die ehemaligen Soldaten trugen mit ihrer bäuerlichen Arbeit wesentlich zur Aufrechterhaltung des Wohlstandes und der Sicherheit ihrer Provinzen bei, da nicht nur die Zivilbevölkerung, sondern insbesondere die Armee dort ihre Vorräte einkaufte.
Nahe der nördlich des Gutshofes liegenden Filialkirche St. Alto in Leutstetten, in der die Grabinschrift eines römischen Veteranen sekundär vermauert ist, befindet sich der Ortsteil Einbettl, in dem 1912 in Sichtweite der Villa rustica zwei spätrömische Urnengräber entdeckt wurden, die auf einen römischen Friedhof unbekannter Größe hinweisen. Spätestens nach dem Fund der Inschrift wurde in oder um Leutstetten eine Villa rustica vermutet.

## Forschungsgeschichte
Die ersten Bodenfunde auf dem Areal der Villa rustica wurden dem Landesamt für Denkmalpflege 1978 gemeldet. Nach einer Begehung durch Erwin Keller, damals Konservator des Landesamtes, führte man den Platz in den Ortsakten des Denkmalamtes als römische Siedlungsstelle. Das Gelände wurde allerdings weiterhin intensiv landwirtschaftlich genutzt und regelmäßig umgepflügt. Aus Erfahrung ist bekannt, dass diese bäuerlichen Tätigkeiten unwiederbringliche Schäden oder gar eine vollständige Zerstörung für ein Bodendenkmal bedeuten können. Nach der Jahrtausendwende entschloss sich die Gesellschaft für Archäologie und Geschichte Oberes Würmtal e.V. (Gauting) zu einer Rettungsgrabung, die ab Dezember 2001 stattfand. Der im Zuge der Ausgrabungen bis 2002 aufgedeckte Grundriss des Hauptgebäudes wurde mithilfe von witterungsunanfälligen Steinkörben (Gabionen) rekonstruiert und ist frei begehbar. Der Bereich der Fußbodenheizung (Hypocaustum) wird seit 2004 durch einen Schutzbau in der Art einer „begehbaren Vitrine“ geschützt. Die knapp drei Meter hohe und 7,20 × 9,40 m große Stahl-Holz-Konstruktion steht mit 18 Stützen auf Stahlbeton-Streifenfundamenten. Die außenliegende, rahmenlose Verglasung ermöglicht jederzeit einen Einblick in den Grabungsbereich des Hypocaustums. Zusätzlich sind auch einige Funde sowie der Abguss eines römischen Grabsteines aus der nahegelegenen Leutstettener Kirche St. Alto ausgestellt. Nebenan wurde ein kleiner Aussichtshügel aufgeschüttet, der einen guten Überblick über das frei zugängliche Gelände ermöglicht. Das Bayerische Landesamt für Denkmalpflege verzeichnet das Bodendenkmal unter der Nummer D-1-7934-0052.

## Baugeschichte

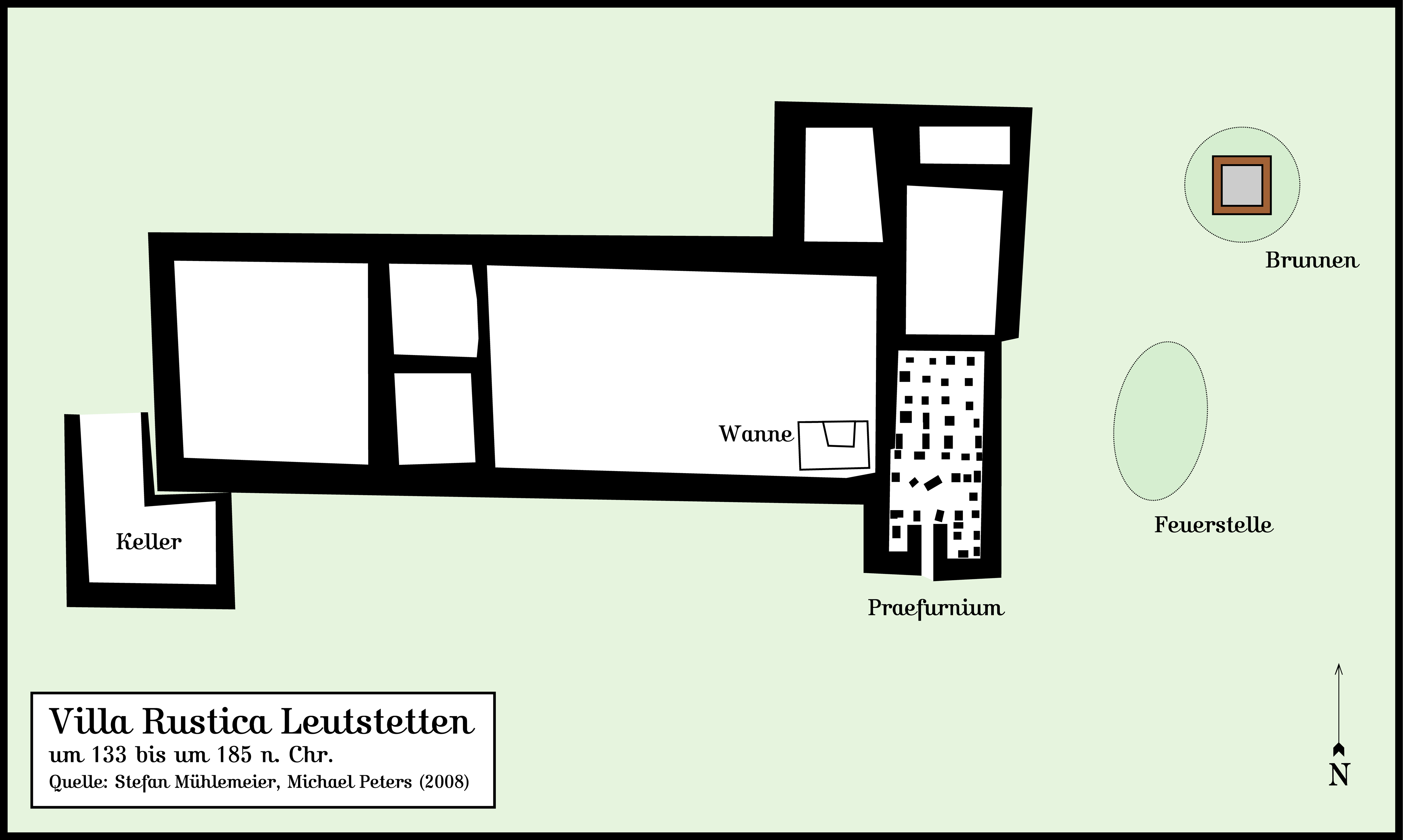
Grundriss des Herrenhauses.

### Brunnen

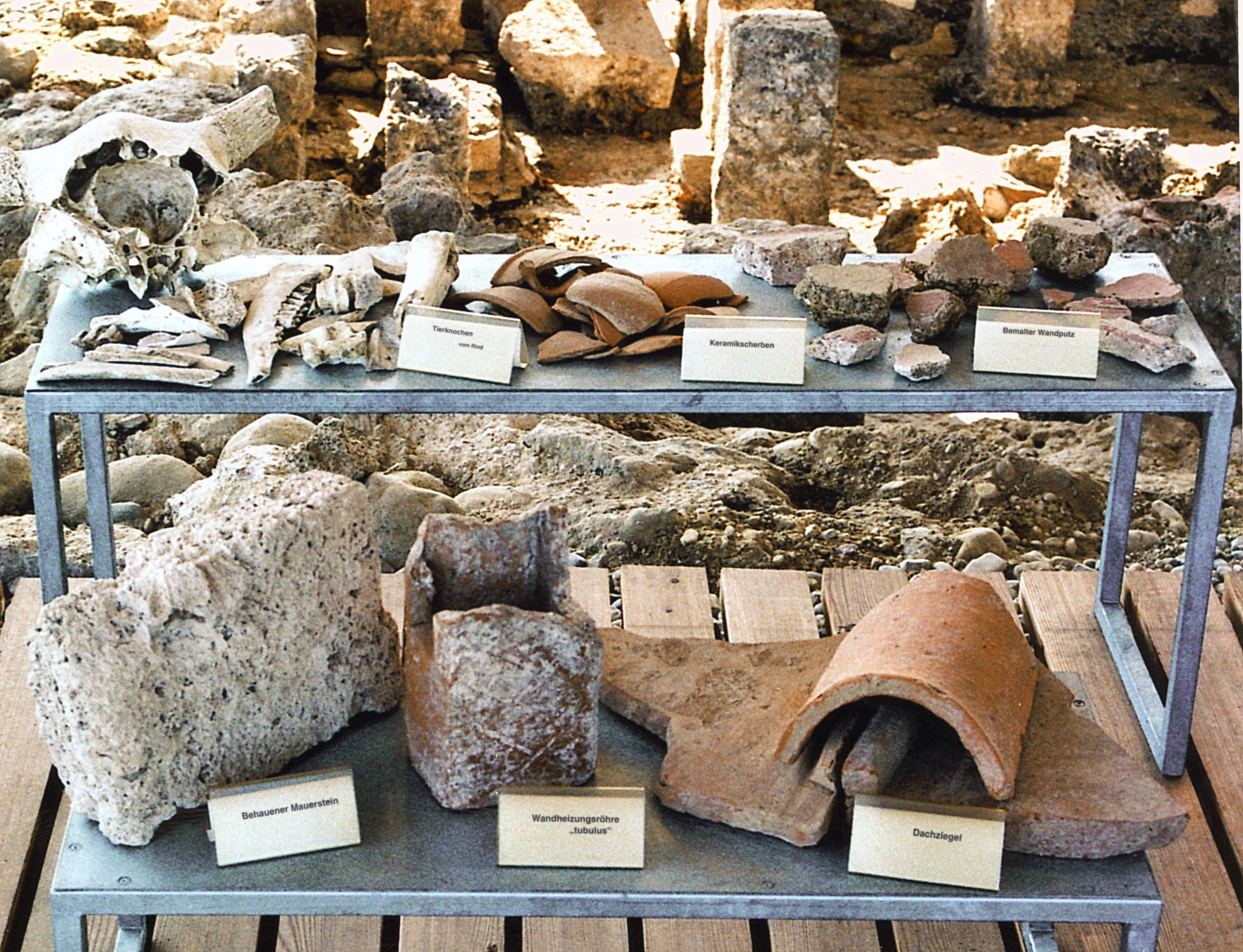
Fundgut aus dem Haupthaus, seiner nahen Umgebung sowie dem Brunnen.

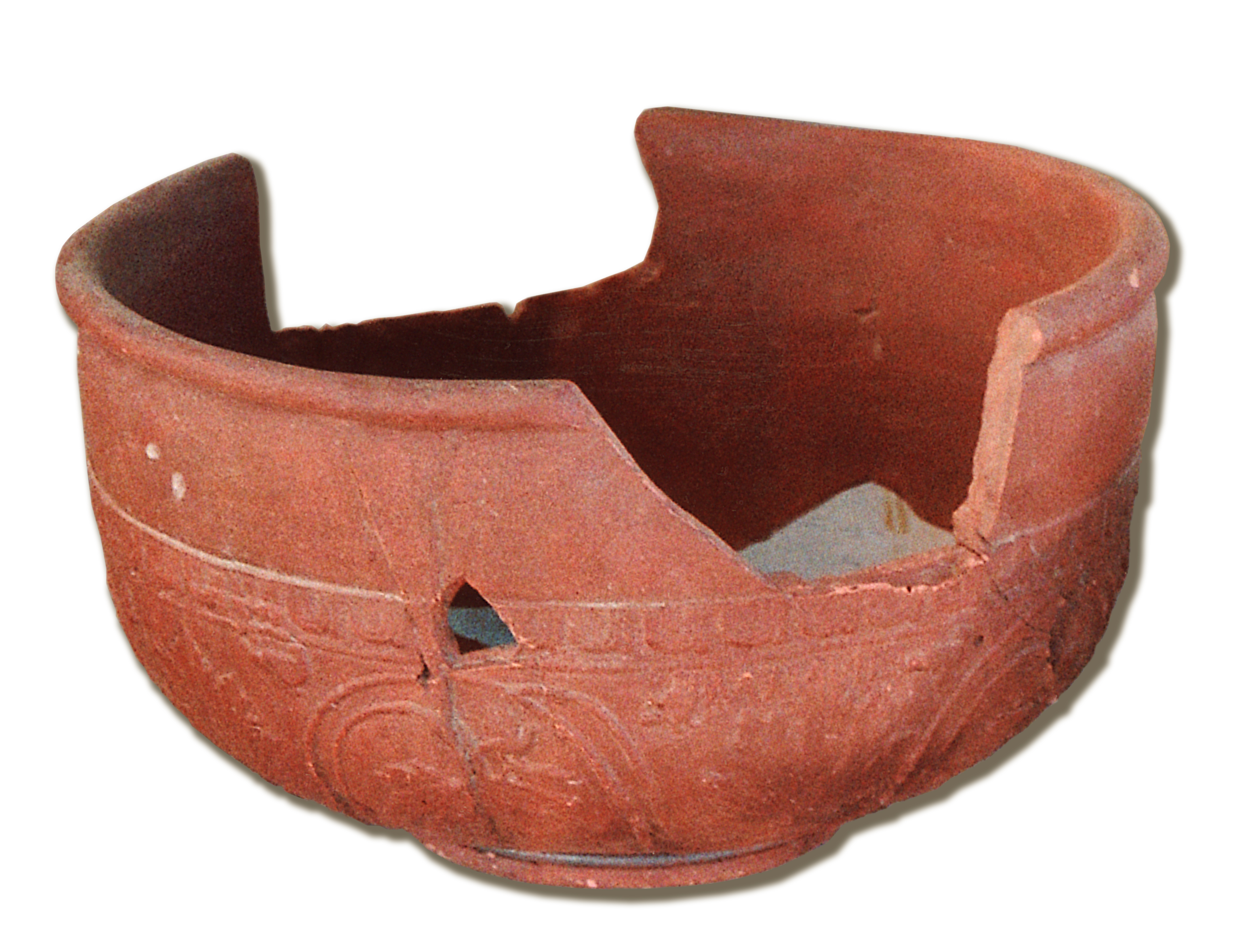
Terra Sigillata-Schüssel des südgallischen Großtöpfers Cinnamus.

Das rund 25 × 8 Meter große Haupthaus der Villa rustica entstand wahrscheinlich um 133 n. Chr. und wurde offenbar nur rund 50 Jahre lang bewirtschaftet. Grundlage für die zeitliche Datierung lieferte der sehr gut erhaltene hölzerne Schöpfschacht des während der Grabung an der östlichen Stirnseite des Hofes entdeckten Brunnens. Die aus einer 70 Zentimeter starken und 200 Jahre alten Eiche gefertigten Bohlen des in Blockbauweise gezimmerten Brunnenkastens wurden nach den dendrochronologischen Untersuchungen im Jahr 133 n. Chr. gefällt und waren ab einer Tiefe von drei Metern noch vollständig erhalten. So konnte die Innenbreite des hölzernen Kastens mit 1,20 Metern bestimmt werden. Innerhalb der vermuteten Nutzungsdauer der Villa rustica wurde der Brunnen später aufgegeben und zunächst mit Bauschutt verfüllt. Dieser dürfte bei einer Umbaumaßnahme angefallen sein, die wahrscheinlich in die 2. Hälfte des 2. Jahrhunderts datiert. Ein mit dem Schutt in den Brunnen gelangtes Buchenbrett konnte auf das Jahr 147 datiert werden. Wie damals üblich, wurde der Brunnen auch mit ausgedientem Hausrat verfüllt. Diese beweglichen Objekte machen den größten Teil der in Leutstetten entdeckten Funde aus. Neben Geschirrresten und einer Terra-Sigillata-Schüssel des in der Forschung bekannten südgallischen Großtöpfers Cinnamus, der etwa zwischen 135 und 170 in Lezoux produzierte, fanden sich auch zwei Hausschlüssel, eine Schreibtafel sowie Tierknochen in dem Brunnenkasten.
Im Brunnen geborgene pflanzliche Reste wurden am Institut für Paläobotanik in München ausgewertet. Die in der Schuttfüllung vorgefundenen Befunde deuten darauf hin, dass während des Umbaus im Umfeld der Villa rustica auch Gestrüpp und Unkraut entfernt worden ist. Neben verschiedenen Ackerunkräutern konnten Dinkel- und Weizenspuren ermittelt werden. Diese Pflanzen können jedoch nicht in unmittelbarer Nähe des Hofes angebaut worden sein. Südlich des Brunnens, noch hinter der Ostwand des Hauses, wurde eine große ovale Feuerstelle freigelegt.

### Haupthaus

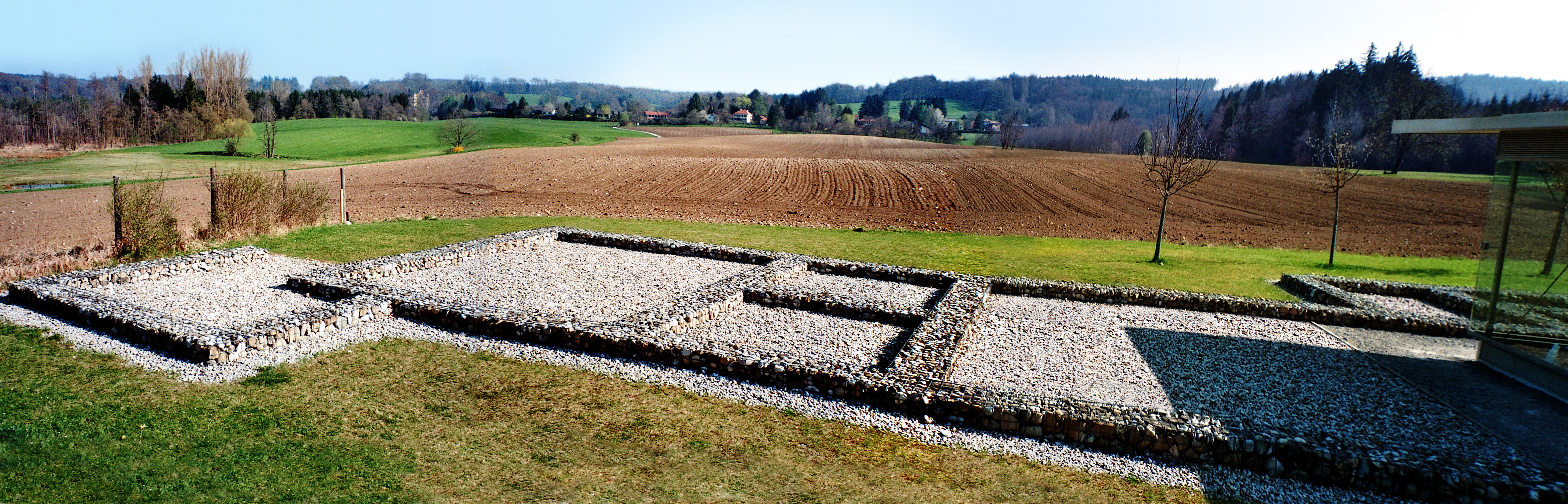
Außenbereich der Villa rustica. Der Grundriss ganz links gehört zu einem Keller. Im Hintergrund das nördlich liegende Dorf Leutstetten.

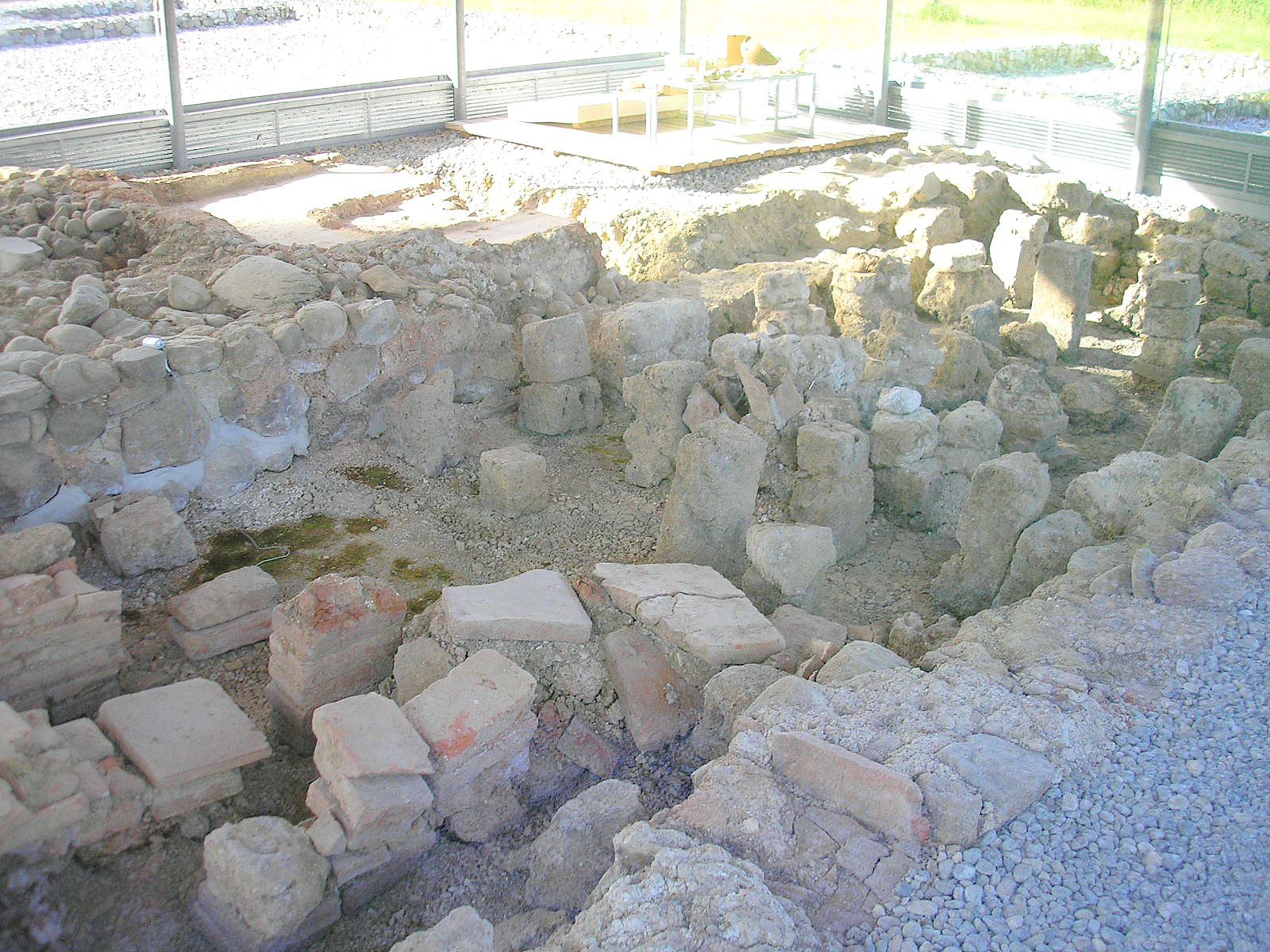
Das Hypocaustum.

Der Hauptzugang des Gutshofs lag möglicherweise nordöstlich. Die ausschließlich für einen rechteckigen Baderaum vorhandene Fußboden- und Wandheizung (Hypocaustum) wurde von Süden her befeuert, eine unbeheizte Wanne schließt sich nach Westen diesen Badebereich an. Die Ausgräber beließen das bis heute funktionstüchtige, aus Blei gefertigte Abflussrohr der Wanne am Fundort. Das Bad gehört zu den technisch und architektonisch aufwändigsten Bauteilen eines römischen Hauses. Es wurde vermutet, dass der nach Norden hervortretende Bereich des L-förmigen Haupthauses möglicherweise mittels Fachwerktechnik zweigeschossig aufgebaut war. Der Komplex wurde mindestens einmal umgebaut und erweitert. Die verputzten Innenwände waren im Bereich des Bades pompejanisch Rot und Ocker gestrichen. Ein älterer Anstrich bestand aus weißen, ockerfarbenen und roten Farbfeldern, die wahrscheinlich durch dünne Farblinien getrennt wurden. Dieser Befund ist durch einige Putzreste gesichert, die im nahen Umfeld der Villa rustica entdeckt wurden. Der länglich-rechteckige, wohl nur eingeschossige Nebentrakt liegt genau auf einer Ost-West-Achse und wird von einem an der Südwestecke vorspringenden, angebauten Keller abgeschlossen. Das Herrenhaus war mit Dachziegeln eingedeckt. Neben dem gemauerten Haupthaus mit seinen Tuff- und Feldsteinfundamenten standen mindestens zwei Holzgebäude auf dem Areal. Im Norden des Geländes konnte ein römischer Mühlstein gefunden werden. Offenbar gehörte eine Getreidemühle zu dem landwirtschaftlichen Betrieb. Einige während der Ausgrabung geborgene Funde deuten darauf hin, dass hier neben dem Ackerbau auch Vieh gezüchtet wurde. Die Grabungen machten deutlich, dass die Villa rustica von Leutstetten nach ihrer Aufgabe verfiel und in späterer Zeit weitgehend als Steinbruch ausgeschlachtet wurde. Daher hatten mit Ausnahme des relativ gut erhaltenen Bades zumeist nur rund 60 Zentimeter (= 2 römische Fuß) breite Ausbruchsgräben von den übrigen Baustrukturen im Boden überdauert.
Auffällig ist die Ähnlichkeit der Leutstettener Villa rustica mit einigen Anlagen in der Provinz Britannia (u. a. Villa von Lockleys, Villa von Park Street bei St. Albans). Vielleicht orientierte sich der Bauherr tatsächlich an diesen Gutshöfen im heutigen England, die er während seines Militärdienstes kennengelernt haben könnte.

### Brandgräber
Der Inhalt von einem der 1912 bei einer Wegverlegung in Leutstetten entdeckten spätrömischen Brandgräber wurde durch den bayerischen Prinzregenten Ludwig an die damalige Münchener Staatssammlung geschenkt. Die hohe, graue Urne war mit Leichenbrand gefüllt und mit einem Dachziegel bedeckt. Auf dem Ziegel befanden sich acht Beigaben, darunter eine große Terra-Sigillata-Bilderschüssel, eine Reibschale, zwei Eisenmesser, eine Bronzefibel und mehrere Fragmente verschiedener eiserner Gerätschaften.

## Ein möglicher Gutsherr

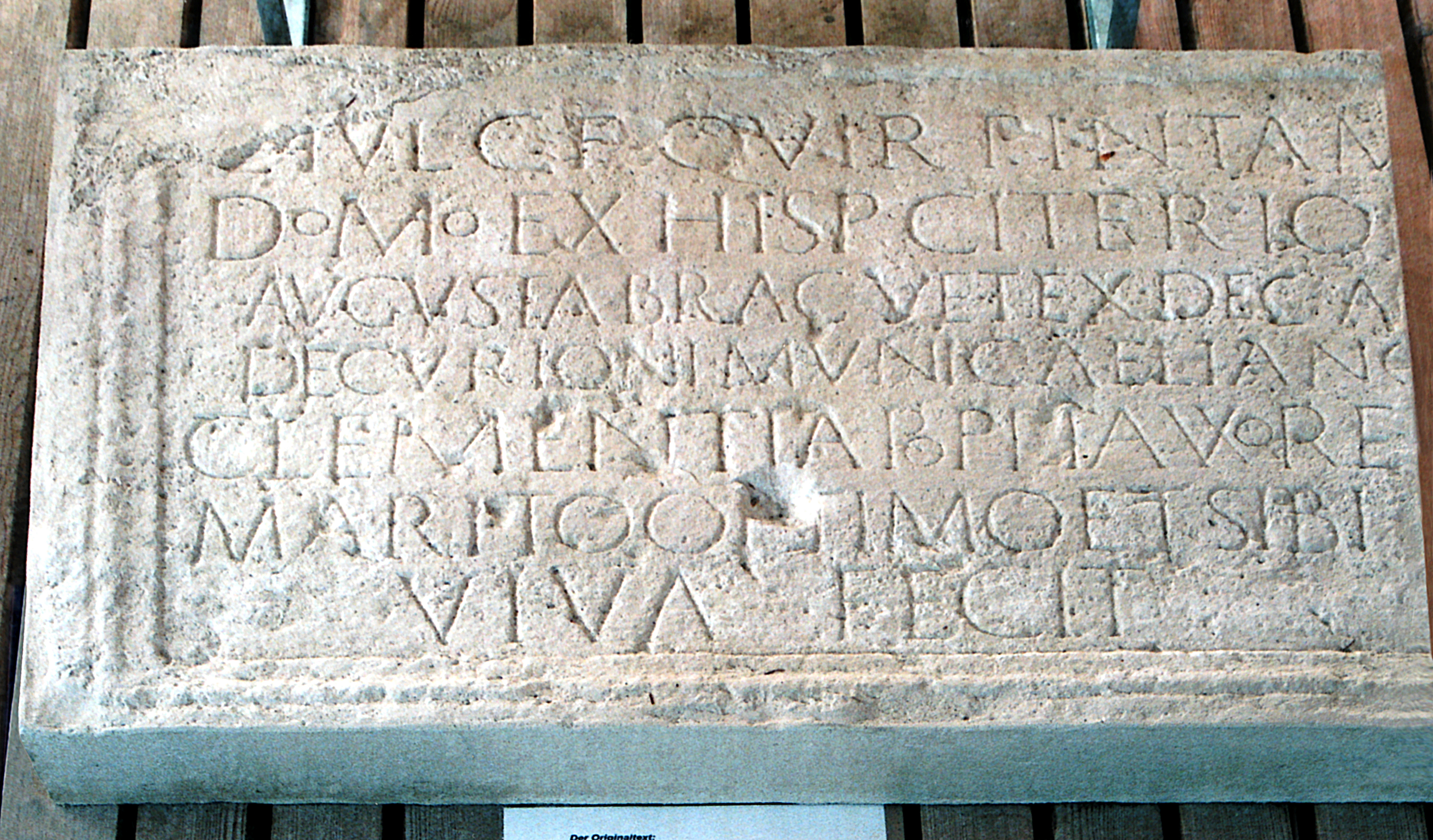
Abguss des Grabsteines aus der Filialkirche St. Alto in Leutstetten.

In der Filialkirche St. Alto in Leutstetten ist unter einem Seitenaltar ein römischer Grabstein als Spolie vermauert, der an den Besitzer des kleinen Gutshofes erinnern könnte. Die von einem Grabdenkmal stammende Tafel wurde 1963 bei Renovierungsarbeiten in der Kirche entdeckt und war für den Sekundärgebrauch an ihrer rechten Seite leicht gekürzt worden. Aufgrund seines hohen Gewichts wird der ursprüngliche Standort des Stein nicht weit von St. Alto entfernt gelegen haben, möglicherweise unweit der beiden etwas südlicher entdeckten römischen Brandgräber. Der zwischen 131 und 230 n. Chr. entstandene Text blieb weitgehend lesbar erhalten:
[D(is) M(anibus)]
P(ublio) Iul(io) C(ai) f(ilio) Quir(ina) Pintam[o]
domo ex Hisp(ania) citerio[re]
Augusta Brac(ara) vet(erano) ex dec(urione) a[lae]
decurioni munic(ipii) Aeli Anto[---]
Clementia Po(m)peia uxo[r eius]
marito optimo et sibi [---]
viva fecit
Übersetzung:
Den Totengöttern. Dem Publius Iulius Pintamus, Sohn des Gaius, aus der Tribus Quirina, dem aus Braga in der Provinz Hispania Citerior stammenden Veteranen. Er diente als Rittmeister in einem Reiterverband und als Ratsherr der Stadt Aelia Anto[…]. Dem besten Ehemann und sich selbst setzte seine Gemahlin Clementia Po(m)peia zu Lebzeiten dieses Grabmal.
Der Veteran Publius Iulius Pintamus stammte aus dem heutigen Braga in Nordportugal. Hätte die Grabinschrift die Herkunft des Verstorbenen nicht preisgegeben, so könnte er auch durch sein Beinamen Pintamus als aus der nordwestlichen Hälfte der iberischen Halbinsel stammend verraten werden. Personennamen mit dem Wortstamm Pent- oder Pint- haben Sprachreste der vor dem römischen Einmarsch in Hispanien vorherrschenden Keltiberer bewahrt. Der Veteran durchlief eine militärische Karriere bei der römischen Kavallerie, die ihn möglicherweise auch nach Britannien führte. Diese Überlegung schlossen die Ausgräber aus dem Typ der bei Leutstetten aufgefundenen Villa rustica, die Vorbildern von der Insel ähnelt. Wenn Pintamus nach einer Regeldienstzeit von 25 Jahren aus der Armee entlassen worden ist, könnte er Mitte vierzig gewesen sein. Aufgrund seiner Herkunft war Pintamus von Geburt an freier römischer Bürger und diente möglicherweise in einer Kohorte jener Auxiliartruppen (Hilfstruppen), die sich aus den Stämmen der Bracarer zusammensetzten und als Cohors Bracaraugustanorum bezeichnet wurden. Von diesen Einheiten gab es mehrere in der römischen Armee. Es wäre naheliegend, dass sich Iulius Pintamus in der Provinz niedergelassen hat, in der er auch zuletzt diente. Eine dieser zur damaligen Zeit in der Provinz Raetia stationierten bracarischen Einheiten war die teilberittene Cohors III Bracaraugustanorum equitata, die bereits unter Kaiser Domitian im Jahr 86 zur Besatzung Rätiens gehörte. Im Jahr 103 war sie mit wechselnden Standorten in Britannia, bevor sie am 30. Juni 107 wieder in Rätien genannt wird. Nach einem erneuten Britannienaufenthalt mindestens zwischen 122 und 127, nahm die Einheit am Ende der hadrianischen Zeit und zu Beginn der Herrschaft des Antoninus Pius für einige Jahre an der Niederschlagung des Bar-Kochba-Aufstandes in Judäa teil. Wenn Publius Iulius Pintamus der Villenbesitzer gewesen ist, wäre er bereits vor diesem Feldzug ehrenvoll im Rang eines Decurios aus der Armee entlassen worden. Decurionen waren berittene Führer einer rund dreißig bis sechzig Reiter starken Turma (Schwadron), die stets Teil einer größeren Ala (Reitertruppe) gewesen sind. Pintamus hat nach seiner Außerdienststellung eine Einheimische, Clementia Po(m)peia, geheiratet.
Der Grabinschrift zufolge gehörte der Verstorbene dem Stadtrat einer größeren römischen Siedlung, eines Municipiums, an. Der Name der Stadt lässt sich jedoch nicht mehr eindeutig entziffern. Vielfach wird in der Forschung Augsburg genannt, doch beruht dies auf einer fehlerhaften Lesung der Erstpublikation. Die Berufung in das Amt eines Stadtrats setzte ein beträchtliches Vermögen voraus und erfolgte auf Lebenszeit.
Ob es sich bei der Villa rustica tatsächlich um den Alterssitz des Veteranen handelt, ist nicht eindeutig gesichert. Die räumliche Nähe des Gutshofes zu den zwei spätrömischen Brandgräbern könnte auf diese Deutung hinweisen. Das zu der Inschrift gehörende Grabmal blieb bisher unentdeckt.

## Denkmalschutz
Die hier behandelten antiken Bauten sind Bodendenkmäler nach dem Bayerischen Denkmalschutzgesetz (BayDSchG). Nachforschungen und gezieltes Sammeln von Funden sind genehmigungspflichtig, Zufallsfunde an die Denkmalbehörden zu melden.